# Maurice Nédoncelle
Maurice Nédoncelle (Roubaix, Flandes, 1905 — Estrasburg, 1976) va ser un filòsof francès. Va ser professor a Lilla (1943) i a Estrasburg (1945). Era pròxim al personalisme i inicialment va estar vinculat a la revista “Esprit”. Va concentrar-se en l'estudi de la filosofia de la religió anglesa del segle xix, particularment del cardenal Newman.

## Obres
- La philosophie religieuse (París,1934)
- La réciprocité des consciences (París, 1942)
- La personne humaine et la nature (París, 1943)
- Vers une philosophie de l'amour et de la personne (París, 1946)
- Introduction à l'esthétique (París, 1953)
- De la fidelité (París 1953)
- Existe-t-il une philosophie chrétienne (París, 1960)
- Conscience et Logos (París, 1961)
- Groupe et personne : réflexion philosophique (Estrasburg, 1971)
- Intersubjectivité et ontologie
- Le défi personnaliste (Lovaina, 1974).